# Gentsch Vader-Onze
Het Gentsch Vader-Onze is een parodie op het Onzevader, geschreven door een anonieme auteur in 1572.
| Originele tekst: | Vertaling: |
| --- | --- |
| Helse duvel die tot Brussel zijt Uwen naam ende faam zij vermaledijd Uw rijk verga zonder respijt Want heeft geduurd te langen tijd Uwen wille zal niet gewerden Noch in hemel noch op erden Gij beneempt ons huiden ons dagelijks brood Wijf ende kinderen hebben 't grote nood Gij en vergeeft niemand zijn schuld Want gij met haat ende nijd zijt vervuld Gij en laat niemand ongetempteerd Alle die landen gij perturbeert O Hemelsen Vader, die in den hemel zijt Maak ons dezen helsen duvel kwijt Met zijnen bloedigen, valsen raad Daar hij mede handelt alle kwaad Ende zijn Spaans krijgsvolk allegaar 't Welk leeft of zij des duvels waar Amen | Verdoemde duivel die in Brussel verblijft, Jouw naam en reputatie zij vervloekt. Moge jouw heerschappij snel ten einde komen, Want het heeft te lang geduurd. Jouw wensen zullen niet vervuld worden, Niet in de hemel noch op aarde. Je ontneemt ons ons dagelijks brood, En onze vrouwen en kinderen lijden. Je vergeeft niemand zijn schulden, Want je bent vervuld met haat en nijd. Je spaart niemand, In ieder land dat je in wanorde brengt. O Hemelse Vader, die in de hemel zijt, Bevrijd ons van deze helse duivel, Met zijn bloedige en bedrieglijke raad, Waarmee hij in alle kwaad handelt. En zijn Spaanse leger, Dat leeft alsof ze van de duivel zijn. Amen |